# Encephalartos cerinus
Encephalartos cerinus — вид голонасінних рослин класу саговникоподібні (Cycadopsida).
Етимологія: лат. cerina — «віск», від важкого воскового шару, який дає листю блакитний колір.

## Опис
Рослини з підземним стовбуром 0,3 м завдовжки, 25 см діаметром. Листки 80–120 см завдовжки, від синіх або сріблястих до синьо-зелених, тьмяні; черешок прямий, без колючок. Листові фрагменти лінійні; середні — 15–18 см завдовжки, 10–12 мм завширшки. Пилкові шишки 1, веретеновиді, від зеленого до жовтого кольору, завдовжки 55–60 см, 9–10 см діаметром. Насіннєві шишки 1, яйцевиді, від синьо-зеленого до жовтого кольору, завдовжки 30–35 см, 12–18 см діаметром. Насіння довгасте, 25–30 мм, шириною 16–18 мм, саркотеста оранжева або жовта.

## Поширення, екологія
Країни поширення: ПАР (Квазулу-Натал). Записаний від 500 до 900 м над рівнем моря. Рослини ростуть в основному на східній стороні стрімких скель. Рослини зустрічаються в скелястих трав'янистих районах з кількома чагарниками. Місцевість жарка і суха.

## Загрози та охорона
Цей вид сильно постраждав через надмірну колекції рослин з дикої для декоративних цілей.